# Hans Muthesius
Hans Muthesius (* 2. Oktober 1885 in Weimar; † 1. Februar 1977 in Frankfurt am Main) war ein deutscher Jurist und Pionier der Sozialen Arbeit. 

## Leben
Der Sohn des Lehrers Karl Muthesius und Neffe des Architekten Hermann Muthesius absolvierte das Gymnasium in Weimar und studierte in Berlin, Jena und Grenoble Rechtswissenschaft. Nach der Promotion 1909 zum Dr. jur. und dem Assessorexamen 1913 wurde Muthesius Magistratsasseor in der später nach Berlin eingemeindeten Stadt Schöneberg. Während des Ersten Weltkrieges übernahm er die Leitung des Büros für freiwillige Kriegshilfe. Am 9. Oktober 1917 wurde Muthesius zum besoldeten Schöneberger Stadtrat gewählt. Nach der Eingemeindung nach Berlin war er stellvertretender Bezirksbürgermeister Schönebergs und als Bezirksstadtrat zuständig für die öffentliche Fürsorge, die Sozialversicherung, die Jugendgerichtshilfe sowie für Rechtsauskünfte. Ab 1919 war Muthesius Dozent an der Berliner Sozialen Frauenschule und im Deutschen Verein für öffentliche und private Fürsorge tätig. 1925 gehörte er zu den wenigen Männern im Vorstand der Deutschen Akademie für soziale und pädagogische Frauenarbeit. Muthesius verfasste 1928 das Standardwerk Fürsorgerecht.

### Arbeit im Nationalsozialismus
Nach der „Machtergreifung“ der Nationalsozialisten wurde Muthesius, der der Deutschen Demokratischen Partei (DDP) angehörte, am 20. März 1933 entlassen. Er fand eine Beschäftigung als Referent unter Wilhelm Polligkeit beim Deutschen Verein für öffentliche und private Fürsorge und arbeitete ab 1935 als Gutachter für kommunales Sozialwesen beim Reichsrechnungshof. Am 17. Oktober 1939 beantragte Muthesius die Aufnahme in die NSDAP und wurde zum 1. Januar 1940 aufgenommen (Mitgliedsnummer 7.369.585). 1940 wurde er Referatsleiter in der Wohlfahrtsabteilung des Reichsinnenministeriums und war in dieser Funktion für Fragen der Jugendwohlfahrtspflege verantwortlich. 1941 wurde er stellvertretender Leiter der Abteilung unter Fritz Ruppert. 1943 war Muthesius als Referent zuständig für Fürsorgeverbände auf dem Gebiet des Gesundheitswesen, die Kriegshilfe und Umsiedlerfürsorge, Maßnahmen gegen „Gemeinschaftsfremde“, das Adoptionswesen, Amtsvormundschaften und Kindertagesstätten.
In den Zuständigkeitsbereich von Muthesius fiel die zentrale Verwaltung der Jugendkonzentrationslager in Moringen, der Uckermark sowie in Litzmannstadt (Lodz) im Generalgouvernement. In Lodz wurden ab Dezember 1942 Einweisungen vorgenommen; infolge von Misshandlungen oder Unterernährung kam es zu einem Massensterben polnischer Kinder. Fragen des Pflegekinderwesens bearbeitete Muthesius zusammen mit Herbert Linden. Linden war in dieser Zeit als Reichsbeauftragter für die Heil- und Pflegeanstalten einer der zentral Verantwortlichen für die zweite Phase der nationalsozialistischen Krankenmorde, der Aktion Brandt.

### Nachkriegszeit
Nach Kriegsende arbeitete Muthesius ab Mai 1945 kurzzeitig für das Landesgesundheitsamt Brandenburg und baute ab 1948 das Sozialdezernat des Deutschen Städtetages auf. Ab 1947 war Muthesius wieder für den Deutschen Verein für öffentliche und private Fürsorge tätig und gehörte dort von 1948 bis 1977 dem Vorstand an. Von 1950 bis 1964 war er Vorsitzender des Deutschen Vereins für öffentliche und private Fürsorge. Anschließend war Muthesius Ehrenvorsitzender des Vereins. Der Verein war zu dieser Zeit ein Zusammenschluss aller öffentlichen und privaten Träger sozialer Arbeit in der Bundesrepublik. Das Kultusministerium von Nordrhein-Westfalen verlieh Muthesius 1950 den Titel Professor; ab 1956 war er Honorarprofessor für Fürsorgerecht an der Universität Frankfurt.

## Ehrungen
Zu den zahlreichen Auszeichnungen gehörte 1953 die Verleihung des Großen Bundesverdienstkreuzes und 1960 der Stern zum Großen Bundesverdienstkreuz.

## Nachwirkung
Der Deutsche Verein für öffentliche und private Fürsorge benannte seinen Verbandssitz als „Hans-Muthesius-Haus“ und verlieh ab 1980 die Hans-Muthesius-Plakette für Verdienste in der Wohlfahrt. Auf der Gedenkfeier zum 100. Geburtstag von Muthesius im Jahr 1985 zitierte der damalige Vereinsvorsitzende einen Zeitzeugen, nach dessen Angaben man von Muthesius in der Zeit des Nationalsozialismus jederzeit Rat und wirksame Hilfe gegen das Eingreifen der Partei in Aufgaben der Wohlfahrtspflege erhalten konnte.
Auf derselben Gedenkfeier wurden in einer Flugblattaktion auf die Zuständigkeit von Muthesius für die Einweisung von Kindern und Jugendlichen in die Jugendkonzentrationslager hingewiesen. Nach einem längeren Entscheidungsprozess entschied sich der Verein im Herbst 1990, die nach Muthesius benannte Plakette nicht länger zu vergeben und seinen Sitz umzubenennen. Zuvor war 1989 Christian Schrapper vom Institut für Sozialpädagogik an der Universität Münster mit einem Gutachten über Muthesius und seinen Vorgänger als Vereinsvorsitzenden, Wilhelm Polligkeit, beauftragt worden. Die Untersuchung konzentrierte sich später auf das Wirken von Muthesius im Reichsinnenministerium.